# بیدرئورن
بیدرئورن (به لاتین: Bäderhorn) یک کوه در سوئیس است که در کانتون برن واقع شده‌است. بیدرئورن ۲٬۰۰۹ متر بالاتر از سطح دریا واقع شده‌است.